# Chilo lingulatellus
Chilo lingulatellus là một loài bướm đêm trong họ Crambidae.